# Movimiento Justicia y Paz (Costa de Marfil)
El Movimiento Justicia y Paz (Mouvement pour la justice et la paix, MJP) era uno de los dos grupos rebeldes surgidos en la parte occidental de Costa de Marfil participantes en la Guerra Civil Marfileña. El MJP contaba con aproximadamente 250 hombres armados, comandados por Gaspard Déli. El 8 de enero de 2003 firmaron un alto el fuego y en 2004 se consituyeron en partido político, funcionando como parte del Movimiento Patriótico de Costa de Marfil (MPCI) de la coalición de las Fuerzas Nuevas de Costa de Marfil liderada por Guillaume Soro. Tras su integración en el MPCI ha desaparecido de la vida pública.